# Vilar (Moimenta da Beira)
Vilar é uma povoação portuguesa sede da Freguesia de Vilar do Município de Moimenta da Beira, freguesia com 8,84 km² de área e 316 habitantes (censo de 2021), tendo, por isso, uma densidade populacional de 35,7 hab./km²
Pertenceu ao extinto concelho de Fonte Arcada.

## Localização
Vilar localiza-se sobre a margem esquerda do rio Távora, junto da Barragem que recebeu o seu nome, entre a vila de Moimenta da Beira e as localidades de Escurquela e Fonte Arcada.
Esta mesma albufeira constitui um património paisagístico muito importante, tornando esta região detentora de uma beleza singular, com condições para o desenvolvimento de actividades de recreio e lazer.
Imagem da Albufeira da Barragem do Vilar

## Demografia
A população registada nos censos foi:
| Distribuição da População por Grupos Etários | Distribuição da População por Grupos Etários | Distribuição da População por Grupos Etários | Distribuição da População por Grupos Etários | Distribuição da População por Grupos Etários |
| -------------------------------------------- | -------------------------------------------- | -------------------------------------------- | -------------------------------------------- | -------------------------------------------- |
| Ano                                          | 0-14 Anos                                    | 15-24 Anos                                   | 25-64 Anos                                   | > 65 Anos                                    |
| 2001                                         | 82                                           | 89                                           | 236                                          | 78                                           |
| 2011                                         | 48                                           | 46                                           | 186                                          | 102                                          |
| 2021                                         | 31                                           | 27                                           | 153                                          | 105                                          |

Historicamente ligado a Fonte Arcada, localidade de origem muito antiga cuja ocupação humana se perde no tempo, terá sido arabizada no século X. Com a reconquista cristã os domínios de Fonte Arcada foram concedidos por D. Afonso Henriques, em 1131, ao seu Aio - Egas Moniz, que promoveu o povoamento destas paragens e motivou o aparecimento de um “vilar” (pequeno aglomerado de casas ou casais; pequena aldeia) na outra margem do rio.
Egas Moniz e sua mulher D. Teresa Afonso, doaram o domínio ao seu filho, Soeiro Viegas. A esposa deste, Sancha Vermuniz, teve um papel decisivo na afirmação do povoado, não só por lhe ter acordado foral, corria o ano de 1193, como por ter tido um papel importante na fundação da sua igreja matriz. Estes factos comprovam a existência de um aglomerado já consolidado nos finais do século XII. Descendente de Soeiro e Sancha, D. Maior Gonçalves, concedeu em 1259 o padroado daquele edifício de culto ao Mosteiro de Salzedas, que veio a ser, posteriormente, o donatário da própria vila. Entretanto, o povoado inicial desenvolve-se e tem o seu maior crescimento entre os séculos XIV e XVII.
É igualmente neste período que o Vilar se constitui em freguesia (século XVI/XVII), com um cura apresentado pelo reitor de Fonte Arcada.
O importante concelho medieval abrangia as paróquias vizinhas de Escurquela, Chosendo, Freixinho, Ferreirim, Macieira e Vilar. Com a sua extinção em 1855, Fonte Arcada e as restantes freguesias foram integradas no município de Sernancelhe, com excepção de Vilar que passou a fazer parte do concelho de Moimenta da Beira.

## Locais a visitar
- Albufeira da Barragem de Vilar
- Igreja Paroquial